# Corynosoma pyriforme
Corynosoma pyriforme är en hakmaskart som först beskrevs av Bremser 1824.  Corynosoma pyriforme ingår i släktet Corynosoma och familjen Polymorphidae. Inga underarter finns listade i Catalogue of Life.